# Mariya Lasitskene
Mariya Lasitskene (russo: Мария Александровна Ласицкене; née Kuchina russo: Кучина; Prokhladny, 14 de janeiro de 1993) é uma atleta russa especializada no salto em altura, campeã olímpica e tricampeã mundial da modalidade.
Conquistou sua primeira medalha em competições internacionais aos 16 anos, uma prata no Campeonato Mundial Juvenil de Atletismo de 2009, na Itália. Aos 17 anos estreou em competições multiesportivas globais com a medalha de ouro nos inaugurais Jogos Olímpicos da Juventude de 2010 em Singapura, saltando 1,89 m.
Em 2014 conquistou seu primeiro título mundial adulto ao vencer a prova no Campeonato Mundial de Atletismo Indoor disputado em Sopot, na Polônia, e no ano seguinte sua primeira medalha de ouro no Campeonato Mundial de Atletismo de 2015, em Pequim, saltando 2,01 m, então seu recorde pessoal. Até então Mariya competia internacionalmente com o nome de solteira, Kuchina, e pelo seu país, a Rússia, e após o Mundial passou a ser considerada a favorita para a prova na Rio 2016. Porém, antes dos Jogos, a IAAF baniu a Federação Russa  das competições internacionais incluindo os Jogos Olímpicos, por dopagem sistemática de atletas do país, em todos os esportes; mesmo sem problemas com doping na carreira, ela foi impedida de participar. Neste período, numa competição interna, saltou 2,00 m, o que lhe teria dado o ouro no Rio de Janeiro.
Casou-se em março de 2017 com o jornalista esportivo Vladas Laskitskas e passou a adotar nas competições o sobrenome do marido no feminino, como é comum na cultura russa, Lasitskene.  Apesar das sanções sobre a Rússia continuarem nos anos seguintes, em abril de 2017 ela obteve autorização para voltar às competições internacionais como atleta individual, competindo sob a bandeira da IAAF e a denominação de "Atletas Neutros". Sua primeira competição, na etapa de Eugene da Diamond League, lhe valeu o ouro e um salto de 2,03 m. Em julho, em Lausanne, na Suíça, saltou sua melhor marca pessoal, 2,06 m, e em agosto conquistou o segundo título mundial em Londres 2017 com um salto de 2,03 m.
Em Doha 2019, Lasitskene tornou-se a primeira atleta a conquistar o tricampeonato mundial do salto em altura, vencendo a prova com a marca de 2,04 m, derrotando na final a ucraniana Yaroslava Mahuchikh, de apenas 18 anos, que saltou o mesmo que ela – estabelecendo um novo recorde mundial juvenil – porém em mais tentativas. Não conseguiu porém melhorar seu recorde pessoal, falhando nas três tentativas de superar 2,08 m.
Por causa do boicote à Rússia e seus atletas devido à Guerra da Ucrânia, ela foi impedida de participar dos campeonatos mundiais seguintes, em Eugene 2022 e Budapeste 2023.